# Edward Tyburcy
Edward Tyburcy (ur. 16 czerwca 1950 we Wrocławiu) – doktor z dziedziny cybernetyki akustycznej, nauczyciel, wynalazca, autor podręczników dla studentów.

## Kariera zawodowa
Edward Tyburcy jest absolwentem Wydziału Elektroniki Politechniki Wrocławskiej z 1974 roku. W 1977 obronił pracę doktorską z dziedziny cybernetyki akustycznej. Po przeprowadzce w 1978 roku do Ostrowa Wielkopolskiego, rozpoczął jednocześnie pracę w branży elektronicznej oraz jako nauczyciel przedmiotów zawodowych w technicznych szkołach średnich. W branży elektronicznej pracował jako pracownik rozruchu urządzeń obiektowych, konstruktor urządzeń wojskowych i przemysłowych, projektant, kierownik wydziału produkcyjnego. W 2000 roku przyjął posadę nauczyciela w Społecznej Wyższej Szkole Przedsiębiorczości i Zarządzania na Wydziale Informatyki w Ostrowie Wielkopolskim. W 1980 roku został pierwszym Przewodniczącym Komitetu Zakładowego „Solidarności” w Zakładach Automatyki Przemysłowej Mera-ZAP w Ostrowie Wielkopolskim.

## Wynalazki
Jest autorem i współautorem szeregu prac naukowych publikowanych w czasopismach naukowych oraz opracowań książkowych jak i czternastu opatentowanych wynalazków, właścicielem których jest Społeczna Akademia Nauk Do jednych z nich należy system ułatwiający komunikację osoby niepełnosprawnej z otoczeniem System Sensor, którego jest współpomysłodawcą. System Sensor jest pierwszym tego typu urządzeniem na świecie.

### Patenty
- Symulator impulsów, zwłaszcza wysokonapięciowych dużej mocy[8].

## Działalność społeczna
W latach 2011–2013 wszedł w spór z Getin Bankiem. Podstawą sporu było 

... wprowadzanie w błąd przez Getin Bank, którego pracownicy oferowali klientom (w szczególności emerytom) wysoko oprocentowaną i bezpieczną lokatę, która po czasie – gdy chcieli dysponować swoimi pieniędzmi – okazywała się być zupełnie innym produktem, mianowicie grupowym ubezpieczeniem na życie i dożycie z ubezpieczeniowym funduszem kapitałowym, obarczonym znacznym ryzykiem inwestycyjnym

 Spór znalazł swój finał w sądzie, a Edward Tyburcy sprawą zainteresował premiera Donalda Tuska wystosowując do niego specjalny list.

## Publikacje
- Edward Tyburcy, Roman Biadała Podręcznik akademicki: wykłady, zadania i testy z podstaw: elektrotechniki, elektroniki, miernictwa, automatyki, układów cyfrowych i mikroprocesorowych, telekomunikacji, cyfrowego przetwarzania sygnałów, Wydawnictwo Społecznej Wyższej Szkoły Przedsiębiorczości i Zarządzania, 2010, ISBN 978-83-60230-87-9[10].
- Podstawy układów cyfrowych i automatyki dla praktyków, Ostrów Wielkopolski, 2006.

## Nagrody i wyróżnienia
W 2011 roku otrzymał nagrodę prezydenta miasta za zasługi dla Ostrowa. W 2012 roku został zgłoszony do osiemnastej edycji Ostrowianin roku.